# Těšínská větev Piastovců
Těšínská větev Piastovců byla jednou z větví rozrodu slezských Piastovců. Vznikla vydělením z opolské větve. Zakladatelem byl první těšínský kníže Měšek I. Těšínský, posledním žijícím legitimním členem pak Alžběta Lukrécie Těšínská. V průběhu doby se z této linie vyčlenily dvě větve osvětimské – starší a mladší.
Hlavní těšínská linie vládla Těšínskému knížectví. Jejími členy byli významní panovníci a diplomaté. Například Přemysl I. Nošák se stal za vlády Václava IV. vikářem Svaté říše římské, jeho bratr Zemovít byl generálním převorem Johanitského řádu v českých zemích. Roku 1337 získala tato větev také Seveřské knížectví, které si podržela až do roku 1361. Největšího územního rozmachu se linie dočkala za Přemysla Nošáka, kdy vládla nad Těšínskem, Osvětimskem, Kozelskem, Bytomskem, Hlohovskem a Seveřskem.

## Rodokmen
- Měšek I. Těšínský († 1315), kníže ratibořský (1281–1290) a těšínský (1290–1315) ∞ neznámá
  - Vladislav I. Osvětimský († 1321/24), kníže osvětimský ⇒ starší osvětimská větev Piastovců
  - Kazimír I. Těšínský († 1358), kníže těšínský (1315–1358) ∞ Eufemie Mazovská († 1347)
    - Vladislav Těšínský († 1355)
    - Boleslav Těšínský († 1356), kanovník krakovský
    - Přemysl I. Nošák († 1410), kníže těšínský (1358–1407) ∞ Alžběta Bytomská
      - Přemysl I. Osvětimský ⇒ mladší osvětimská větev Piastovců
      - Boleslav I. Těšínský († 1431) ∞ Markéta Ratibořská († 1407) ∞  Eufemie Mazovská († 1447)
        - Aleksandra Těšínská († 1460) ∞ Vladislav z Gary
          - Job
          - Anna

        - Václav I. Těšínský († 1474)
        - Vladislav Těšínsko-Hlohovský († 1460)
        - Přemysl II. Těšínský († 1477)
          - Hedvika Těšínská († 1521) ∞ Štěpán Zápolský († 1499)

        - Boleslav II. Těšínský († 1452)
          - Kazimír II. Těšínský († 1528) ∞ Johana z Poděbrad
            - Fridrich Těšínský († 1507)
            - Václav II. Těšínský († 1524) ∞ Anna Hohenzollern
              - Václav III. Adam Těšínský († 1579) ∞ 1. Marie z Pernštejna (dcera Jana IV. z Pernštejna) ∞ 2. Sidonie Kateřina Sasko-Lauenburská
                - Fridrich Kazimír Těšínský († 1571)
                - Adam Václav Těšínský († 1617)
                  - Adam Gotthard Těšínský († 1597)
                  - Anna Sidonie Těšínská († 1619) ∞ Jakub II. z Hohenemsu
                  - Alžběta Lukrécie Těšínská  († 1653) ∞ Gundakar z Lichtenštejna († 1658)
                    - ⇒ Lichtenštejnové

                  - Kristián Adam Těšínský  († 1602)
                  - Fridrich Vilém Těšínský († 1625)
                    - Magdalena z Hohensteinu, nemanželská dcera († 1661) ∞ 1. Kašpar Tluk z Tošanovic (†  před 1659) ∞ 2. Bernard Rudzký z Rudz
                      - Eva Dorota (* 1661)

                  - Václav Gottfried z Hohensteinu, levoboček († 1682)
                    - Ferdinand I. Hohenstein († asi 1682) ∞ Annou Johanou Closen von Haidenburg († 1720)
                      - Ferdinand II. Hohensteinu († 1706)

          - Žofie Těšínská († 1479) († 1479) ∞ Viktorín z Poděbrad

      - Anna Těšínská († 1420)

    - Jan Těšínský († asi 1359)
    - Anežka Těšínská († 1371) ∞ Konrád II. Olešnický († 1403)
    - Zemovít Těšínský († 1391/93), převor johanitů
    - Anna Těšínská  († 1367) ∞ Václav I. Lehnický
    - Alžběta Těšínská († po 1362)

  - Viola Těšínská (asi 1290 – 21. září 1317) ∞ 1. Václav III. (6. října 1289 – 4. srpna 1306), král český, uherský a polský  ∞ 2. Petr I. z Rožmberka († 1347)